# The Foundations of Decay
The Foundations of Decay è un singolo del gruppo musicale statunitense My Chemical Romance, il primo pubblicato dalla reunion, uscito il 12 maggio 2022.

## Tracce
1. The Foundations of Decay – 6:00

## Formazione
My Chemical Romance
- Gerard Way – voce, sintetizzatore, produttore
- Ray Toro – chitarre, produttore
- Frank Iero – chitarre, voce
- Mikey Way – basso

Produzione
- Jamie Muhoberac – tastiere
- Jarrod Alexander – batteria
- Doug McKean – produttore, ingegnere del suono
- Rich Costey – mixing
- Jeff Citron – assistente al mixing
- Mike Bozzi – mastering

## Classifiche
| Classifica(2022)                     | Posizione raggiunta |
| ------------------------------------ | ------------------- |
| Australia                            | 80                  |
| Canada                               | 92                  |
| Irlanda                              | 56                  |
| Nuova Zelanda                        | 7                   |
| Regno Unito                          | 37                  |
| Regno Unito (rock & metal)           | 1                   |
| Stati Uniti (bubbling under hot 100) | 2                   |
| Stati Uniti (digital)                | 11                  |
| Stati Uniti (global 200)             | 132                 |
| Stati Uniti (rock & alternative)     | 7                   |
| Stati Uniti (rock airplay)           | 16                  |

## Date di pubblicazione
| Paese                  | Data           | Formato                               | Etichetta       | Note   |
| ---------------------- | -------------- | ------------------------------------- | --------------- | ------ |
| World Stars (bandiera) | 12 maggio 2022 | Download digitale, streaming musicale | Reprise Records | [ 14 ] |
| Stati Uniti (bandiera) | 17 maggio 2022 | Airplay (Mainstream rock)             | Warner Records  | [ 15 ] |